# هانس-گئورگ ماسان
هانس-گِئورگ ماسان (به آلمانی: Hans-Georg Maaßen) متولد ۲۴ نوامبر ۱۹۶۲ در مونشن‌گلادباخ حقوق‌دان اهل آلمان است.

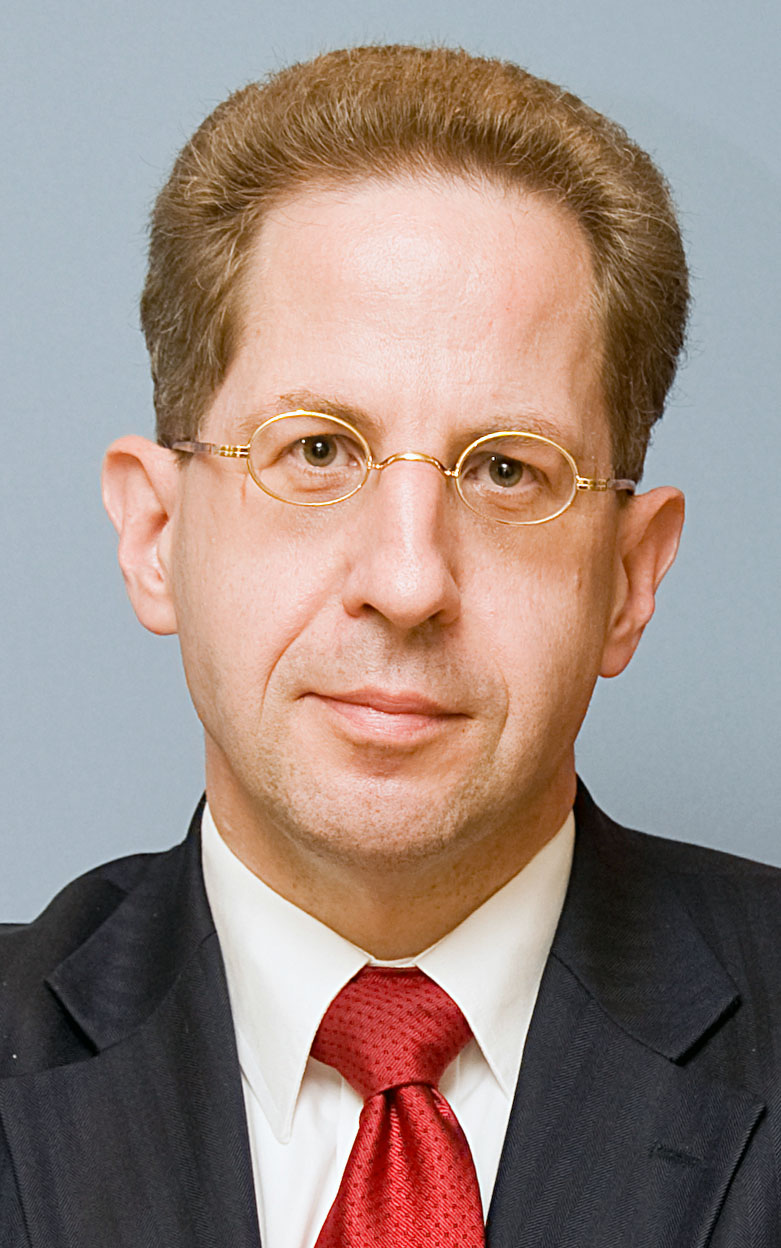

## فعالیت دولتی
او کار خود را در سال ۱۹۹۱ از وزارت کشور آلمان شروع کرد.
او از یکم آگوست سال ۲۰۱۲ از سوی کابینه دولت آلمان، رئیس اداره فدرال نگهبانی از قانون اساسی آژانس امنیت داخلی آلمان بوده است.

## مشاجرات

### افشاگری‌های جاسوسی
در زمان افشاگری‌های جاسوسی گسترده (از سال ۲۰۱۳ تا کنون) رسانه‌های آلمان اعلام کردند که از ماه ژانویه تا می، ماسان چندین بار از مقر فرماندهی آژانس امنیت ملی ایالات متحده آمریکا دیدن کرد. بر اساس اطلاعات طبقه‌بندی‌شده دولت آلمان، ماسن موافقت کرد که در مقابل اجازه دسترسی به ایکس‌کی‌اسکور، اطلاعات گردآوری شده تمام افراد تحت نظارت اداره فدرال نگهبانی از قانون اساسی آلمان را در اختیار آژانس امنیت ملی آمریکا بگزارد.

### مسئله اسنودن
در ژوئن ۲۰۱۶ او اعلام کرد که ادوارد اسنودن برای سرویس اطلاعات روسیه کار می‌کرده است. اسنودن نیز به زبان آلمانی به او پاسخی موجز داد که از زمان ورود او به روسیه، از سوی ارتشبد پیشین کاگ‌ب «اولِگ کالیوگین»، پیشنهاد همکاری با سرویس امنیت فدرال روسیه داده شده است.